# I с засечками
Ɪ, ɪ (капительная I/I с засечками) — буква расширенной латиницы. Хотя ɪ, как правило, является аллографом буквы I, она рассматривается как отдельная буква в Африканском эталонном алфавите и использовалась как таковая в некоторых публикациях на языке куланго в Кот-д’Ивуаре в 1990-х годах. В Международном фонетическом алфавите строчная ɪ используется для обозначения ненапряжённого неогублённого гласного переднего ряда верхнего подъёма. Также используется в версиях Юнифона для английского, языков хупа, карук, толова, юрок, Shaw-Malone Forty-Phoneme Alphabet и Indian Unifon Single-Sound Alphabet.

## Глиф
В шрифте с засечками (и некоторых других шрифтах) буква ɪ, как правило, имеет две поперечные линии, которые отличают её от строчной буквы ı (I без точки) для избежания омоглифов.
В гротеске ɪ обычно не имеет перекладин.

## Кодировка
Строчная ɪ присутствует в Юникоде с версии 1.0.0 в блоке Расширения МФА (англ. IPA Extensions). Заглавная форма данной буквы появилась в Юникоде в версии 9.0.0, вышедшей 21 июня 2016 года, и входит в блок Расширенная латиница — D (англ. Latin Extended-D).